# 이숙번
이숙번(李叔蕃, 1373년 ~ 1440년)은 조선 초기의 문관이다. 본관은 안성(安城)이다.
1393년(태조(太祖) 2년) 식년문과에 병과로 급제하였다. 조선 태종 이방원의 측근이었다. 충청도 관찰사로서 정도전 등을 참살하고 태종으로부터 정사공신의 호를 받았다. 1400년 박포의 난을 평정한 공으로 좌명공신의 호를 받고 안성군(安城君)에 봉해졌으며 1402년 안변부사 조사의(趙思義)가 반란을 일으켰을 때 출정하여 진압하였다. 그러나 태종의 양위 파동 당시 50세나 되어 양위하면 된다고 언급하여 태종의 비위를 거슬렸다. 그 뒤 공을 믿고 거만하고 사치스레 굴어 1417년 벼슬을 잃고 경상도 함양(지금의 대한민국 경상남도 함양군)으로 유배되었다. 세종 때 《용비어천가》를 만들기 위해 풀려나왔다가 책이 완성되자, 다시 함양으로 유배되어 그곳에서 죽었다. 
사후 복권되어 영의정에 추증되었다. 칠원부원군 윤자당과는 아버지 다른 형제이다. 자는 백응(伯應), 호는 운정(芸亭)이다. 시호는 충숙(忠肅)이다.

## 생애

### 생애 초반
아버지는 이경이고 어머니는 영양남씨로 남휘주의 딸이다. 본래 윤공의 부인이었던 어머니 남씨는 남편 사후 두 아들 윤자량과 윤자당을 데리고 이경에게 개가하였다. 그는 어려서부터 영특하고 지략이 있었으며, 기억력이 비상했다 한다.

### 정치, 관료 생활

#### 제1차 왕자의 난
고려 공양왕 때인 1390년 생원시에 합격 후 조선 최초로 시행된 1393년(조선 태조 2년) 식년문과에 병과 급제하였다. 그 뒤 정안대군의 심복이 되었으며 여러 벼슬을 거쳐 1398년에 지안산군사(知安山郡事)가 되었다. 지안산군사로 재직 당시 정안대군 방원(芳遠, 훗날의 태종)을 도와 사병을 동원, 경복궁 주변에 병력을 출동시켜 한성부를 점령, 세자 방석(芳碩) 그 형 방번을 제거하고, 남은의 첩의 집에서 술을 마시던 정도전(鄭道傳), 남은(南誾), 심효생(沈孝生) 등을 제거하는 데 공을 세웠다. 방원의 측근으로 있으면서, 정종이 왕위에 오르자 그는 방원에게 “공을 왕으로 추대하고 싶을 뿐이다.”라고까지 말했다 한다. 이는 당시에는 태종의 신임을 얻는 계기가 되었지만 태종은 후일 이 말을 두고두고 기억하면서 그를 경계했다 한다.
1398년 정종 즉위 후 정사공신(定社功臣) 2등에 책록되고 안성군(安城君)에 봉군되었으며, 승정원 우부대언에 임명되었다.

#### 제2차 왕자의 난과 조사의의 난 진압
1399년(정종 1) 좌부승지가 되고, 이듬 해 초 박포(朴苞)가 방원과 반목하던 방간(芳幹)을 충동해 거병하자 하륜 등과 함께 군사를 동원해 이들을 제거하였고 박포를 처형하였다. 이어 좌군총제(左軍摠制)가 되고, 하윤과 함께 정종에게 양위를 요구하였다. 정안대군이 태종으로 즉위하자 좌명공신(佐命功臣) 1등이 되었다.
1402년(태종 2) 새로 설치한 내갑사(內甲士)의 좌번(左番) 담당 책임자가 되었다가, 지승추부사(知承樞府事)가 되었다. 그해 말 안변부사 조사의(趙思義) 등이 친이성계파 인사들과 함께 변방에서 반란을 일으키자 도진무(都鎭撫)가 되어 좌도도통사와 함께 출정, 이들을 진압하고 돌아왔다. 이어 지의정부사(知議政府事), 참찬의정부사(參贊議政府事)가 되고, 1405년 지공거(知貢擧)가 되어 그 해의 과거 시험을 주관하였다. 문신임에도 궁술과 기마, 창던지기 등에 능하였으므로 그 뒤 무관직을 계속 역임하였다.

#### 군사 활동
1406년 겸중군총제(兼中軍摠制)·겸판의용순금사사(兼判義勇巡禁司事)가 되고, 1407년 겸충좌시위사상호군(兼忠佐侍衛司上護軍)·겸의흥시위사상호군(兼義興侍衛司上護軍) 등을 역임하였다.
1408년 십사상호군(十司上護軍)이 폐지되면서 겸중군도총제(兼中軍都摠制)가 되고, 이듬해 동북면절제사가 되었다. 이어 참찬의정부사·겸지의흥부사(兼知義興府事)를 거쳐, 1412년 말 종1품 숭정대부(崇政大夫)로 승진하였다.
1413년 병조판서를 거쳐 1414년초 의정부찬성사가 되었는데, 뒤에 의정부의 직제 개편에 따라 1414년 초 동판의정부사(同判議政府事)·좌참찬을 거쳐 의정부좌찬성이 되었다. 한편, 1414년 지춘추관사로서 영춘추관사 하륜(河崙) 등과 함께 《고려사》의 일부 내용 중 공민왕 이후의 사실을 일부 고쳐서 바로잡도록 명을 받았다.

### 생애 후반

#### 탄핵과 사직
이숙번의 권세는 매우 강해져서 1415년(태종 15년) 보국숭록대부로 승진, 다시 좌찬성에 임명되고 안성부원군(安城府院君)에 봉군되었다.
그러나 자신의 공이 워낙 큰 것에 자만하고 다니면서 횡포를 많이 부렸는데 일례로 태종 때 한양 서쪽에 새로운 대문 서전문(西箭門)을 만들 일이 있었는데 원래 서전문은 이숙번의 집 주변에 건설할 계획이었으나 이숙번이 자기 집앞에 성문이 만들어지는걸 싫어해서 이를 막고 상왕 이방과가 거주하는 인덕궁 앞으로 성문을 만들어버린다.(태종실록 13년 6월 19일) 그리고 태종 14년에는 설을 맞아 상왕과 태종이 오는데 이숙번과 하륜이 국왕에게 예를 갖추지 않아 사간원의 비판을 받는 일이 있었다. 이에 이숙번과 하륜이 분노해 자신을 비판한 사간들을 처벌하려고 했으나 이숙번의 상관인 영의정 성석린과 우정승 남재 등이 이숙번이 국왕에게 무례했음을 인정하며 사간원의 처벌을 반대하는 일이 있었다. 이에 이숙번이 자신의 상관인 성석린과 남재의 집에 들어가 사간원 처벌에 동의하는 서명을 강제로 받아오는 등(태종실록 14년 1월 2일) 이숙번은 상관과 국왕을 막론하고 무례한 횡포를 자주 벌였다.
사헌부와 사간원으로부터 탄핵을 받자 태종은 바로 그를 유배형에 처한다. 1416년(태종 16) 왕이 가뭄을 걱정하고 여러 대신들이 날마다 재앙을 의논하며 몸 둘 바를 모르고 분주하였으나, 이숙번이 병을 이유로 여러 달 궁궐에 나타나지 않았다.
태종은 이숙번이 대궐에 출입하지 않은 이유를 물었고, 때를 같이하여 이숙번의 무례(無禮)와 불충(不忠)을 고하는 상소문이 줄을 이었다. 태종은 이 같은 신하가 있으니 하늘이 어찌 비를 내리겠는가 하며 진노하였다. 또한 민무구·민무질 형제의 죽음 이후 세자(世子, 양녕대군)를 자주 뵐 것을 청하는 것은 역모의 마음을 품었기 때문이라는 공격을 받았다.

#### 유배와 최후
이후 양사로부터 원래 성품이 망령된데다 자신의 공과 태종의 총애를 믿고 거만방자하고 동료들에게 무례하게 굴었다는 이유로 여러 차례 대간의 탄핵을 받아, 이숙번은 사직 상소를 올렸고, 자신의 별장이 있는 황해도 연안에 가서 살게 하기를 청하였다. 이에 태종은 이숙번의 희망대로 가서 살도록 하였다. 그러나 벌이 가볍다는 반발에 부딪히자 결국 관직을 삭탈당하고 이숙번의 공신 녹권과 직첩은 모두 회수되었으며 1417년 경상도 함양으로 유배되었다.
세종 때 《용비어천가》를 짓게 되자 승정원도승지 김돈(金墩)의 천거로 개국 초의 사실을 자세히 알고 있다 하여 서울에 불려와서 편찬에 참여한 뒤 편찬이 끝나자 함양 유배에서는 풀려나 경기도에서 자유롭게 살도록 허락받았다. 하지만 정계 복귀는 하지 못했고 1440년(세종 22년)에 사망하였다.

### 사후
사후에 대광보국숭록대부 의정부영의정으로 추증되었고, 충숙(忠肅)의 시호가 추서되었다.
안산군 구로면 산현동(현 시흥시 산현동 71)에 안장되었다. 그의 묘소는 2006년 11월 시흥시 향토유적 제18호로 지정되었다.

## 가계
어머니 영양남씨는 남휘주의 딸이자 윤공의 부인이었으나 사후 이경에게 재혼하였다.
- 증조부 : 이희(李禧, 고려에서 이부시랑 역임)
- 할아버지 : 이사정(李思正)
- 아버지 : 이경(李坰, 고려말 삼중대광 문하시중 역임, 시호는 문정(文靖))
- 어머니 : 영양남씨(英陽南氏), 남휘주(南輝珠)의 딸
- 부인 : 서원부부인 청주 정씨, 첨서중추원사(簽書中樞院事) 서원군(西原君) 정총(鄭摠)의 딸
- 아들 : 이정(李楨)  조선왕조실록 단종실록기록
- 장녀 : 강순덕의처 조선왕조실록 단종실록기록
- 딸 : 김해의처 조선왕조실록 단종실록기록
- 이부 형 :윤자량, 대제학을 지냈다. 본관은 칠원
- 이부 형 :윤자당, 좌찬성을 지냈다. 본관은 칠원
- 외조부 : 남휘주(南輝珠)

## 이숙번이 등장하는 작품
- 《추동궁 마마》(MBC, 1983년, 배우: 김희라)
- 《용의 눈물》(KBS1, 1996년~1998년, 배우: 선동혁)
- 《대왕 세종》(KBS, 2008년, 배우: 김주영)
- 《정도전》(KBS1, 2014년, 배우: 조순창)
- 《육룡이 나르샤》(SBS, 2015년~2016년, 배우: 차용학)
- 《태종 이방원》(KBS1, 2021년~2022년 배우: 정태우)
- 《원경》(tvN, 2025년 배우: 박용우)

## 일화
조선 전기 사람 성현(成俔, 1439-1504)의 수필집인 <용재총화慵齋叢話>에는 이런 전설이 전한다. 윤자당의 어머니 남씨南氏는 어린 나이에 과부가 되어 함양咸陽에서 살았다. 그런데 윤자당은 일곱 살 때 어머니를 따라 무당집에 가서 운명을 물어보았더니, 무당이 말하기를 “걱정하지 마십시오. 이 아이는 귀한 상입니다. 그러나 이 아이는 반드시 동생의 힘 때문에 귀함을 얻을 것입니다”라고 했다. 남씨가 의아해하며 말하기를 “과부의 아들이 어찌 동생을 얻을 수 있겠습니까?” 하였으나 무당은 남씨가 곧 재혼하게 될 것을 예언하였다. 그 뒤에 남씨는 이씨李氏 집으로 시집을 가서 아들을 낳았는데, 그 아들이 바로 재상 이숙번(李叔蕃)이라는 것이다.

## 같이 보기
- 정도전
- 제1차 왕자의 난
- 제2차 왕자의 난
- 하륜
- 조영무
- 윤자당
- 이숙번 묘 - 시흥시 향토유적 제18호

## 관련 서적
- 이충섭, 조선의 정치가 안성부원군 이숙번 (한국문학도서관, 2007)
- 이덕일, 사화로 보는 조선 역사 (도서출판 석필, 2002)
- 박영규, 한 권으로 읽는 조선왕조실록 (도서출판 들녘, 1998)